# Zikraci, Kaharlîk
Zikraci (în ucraineană Зікрачі) este o comună în raionul Kaharlîk, regiunea Kiev, Ucraina, formată numai din satul de reședință.

## Demografie
Componența lingvistică a comunei Zikraci
     Ucraineană (96,88%)
     Rusă (3,13%)
Conform recensământului din 2001, majoritatea populației comunei Zikraci era vorbitoare de ucraineană (96,88%), existând în minoritate și vorbitori de rusă (3,13%).